# 平地水庫海淡廠
平地水庫海水淡化廠，是臺灣新十大建設計畫之一，2003年11月行政院長游錫堃宣佈並於2005年6月立法院通過。

## 目的
- 揚棄高山水庫，興建平地水庫解決缺水問題，創造水資源、觀光、生態多元使用的人工湖新地景。
- 興建海淡廠解決竹科及離島地區供水缺口嚴重問題[2]。

## 內容
- 在金門[3]、馬祖、澎湖[4]、新竹科學園區興建海水淡化廠